# Julus steini
Julus steini är en mångfotingart som beskrevs av Karsch 1881. Julus steini ingår i släktet Julus och familjen kejsardubbelfotingar. Inga underarter finns listade i Catalogue of Life.